# 統一のこだま放送
統一のこだま放送（とういつのこだまほうそう）は、朝鮮民主主義人民共和国（北朝鮮）がかつて行っていた大韓民国（韓国）向けのラジオ放送。2012年12月1日に開局した。2024年1月15日に運営元の祖国平和統一委員会が廃止された為、それに伴い廃局となった。

## 概要
南北和解が進展し、2003年8月1日に「救国の声放送」は放送終了したが、その後、韓国で政権交代が起こり李明博政権が誕生すると南北関係は再び対立が高まってきた。北朝鮮政府系の社会団体の対南組織の祖国平和統一委員会は、2012年12月1日より「統一のこだま放送」を放送開始すると発表した。統一のこだま放送は、表向きは無所属の民間放送であるとされているが、北朝鮮政府系の社会団体の対南組織の祖国平和統一委員会により実質的に実施されていた。また、韓国向けのプロパガンダの宣伝放送であったが、2024年1月15日に祖国平和統一委員会が廃止されたことに伴い「統一のこだま放送」も廃局となった。

## 放送時間と周波数
| 放送時間(PYT) | 周波数                                               |
| ------------- | ---------------------------------------------------- |
| 07:00-09:00   | 3945kHz、3970kHz、5905kHz、97.8MHz、97.0MHz、89.4MHz |
| 13:00-15:00   | 3945kHz、3970kHz、5905kHz、97.8MHz、97.0MHz、89.4MHz |
| 21:00-23:00   | 3945kHz、3970kHz、5905kHz、97.8MHz、97.0MHz、89.4MHz |

- 2023年12月現在
- 現在では、短波放送とFM放送で放送している

※PYT=UTC+9

## 備考
North Korea launches radio program targeted at South North Korea Tech（英語）